# Heerde (gemeente)

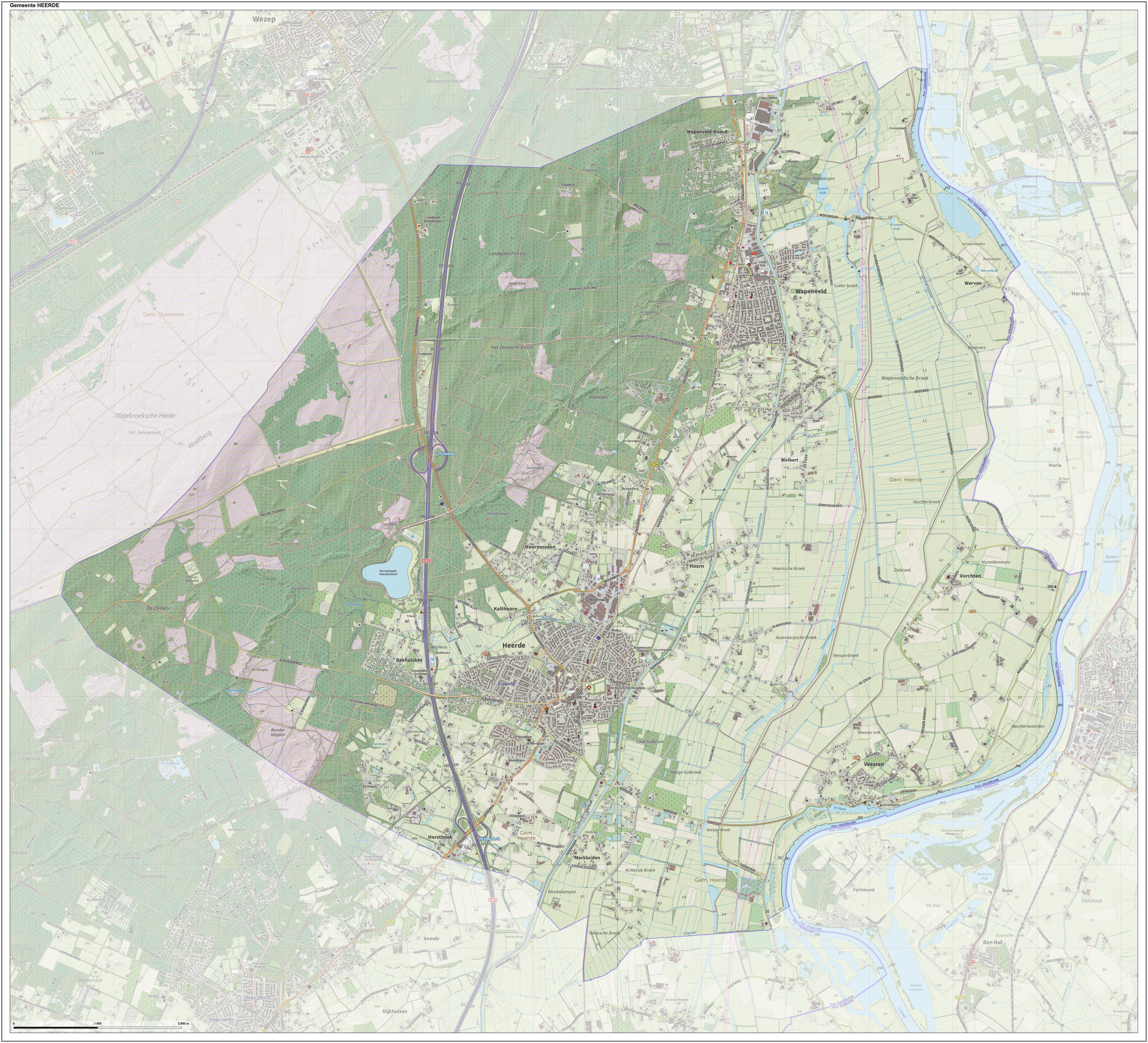
Topografische gemeentekaart van Heerde, september 2022

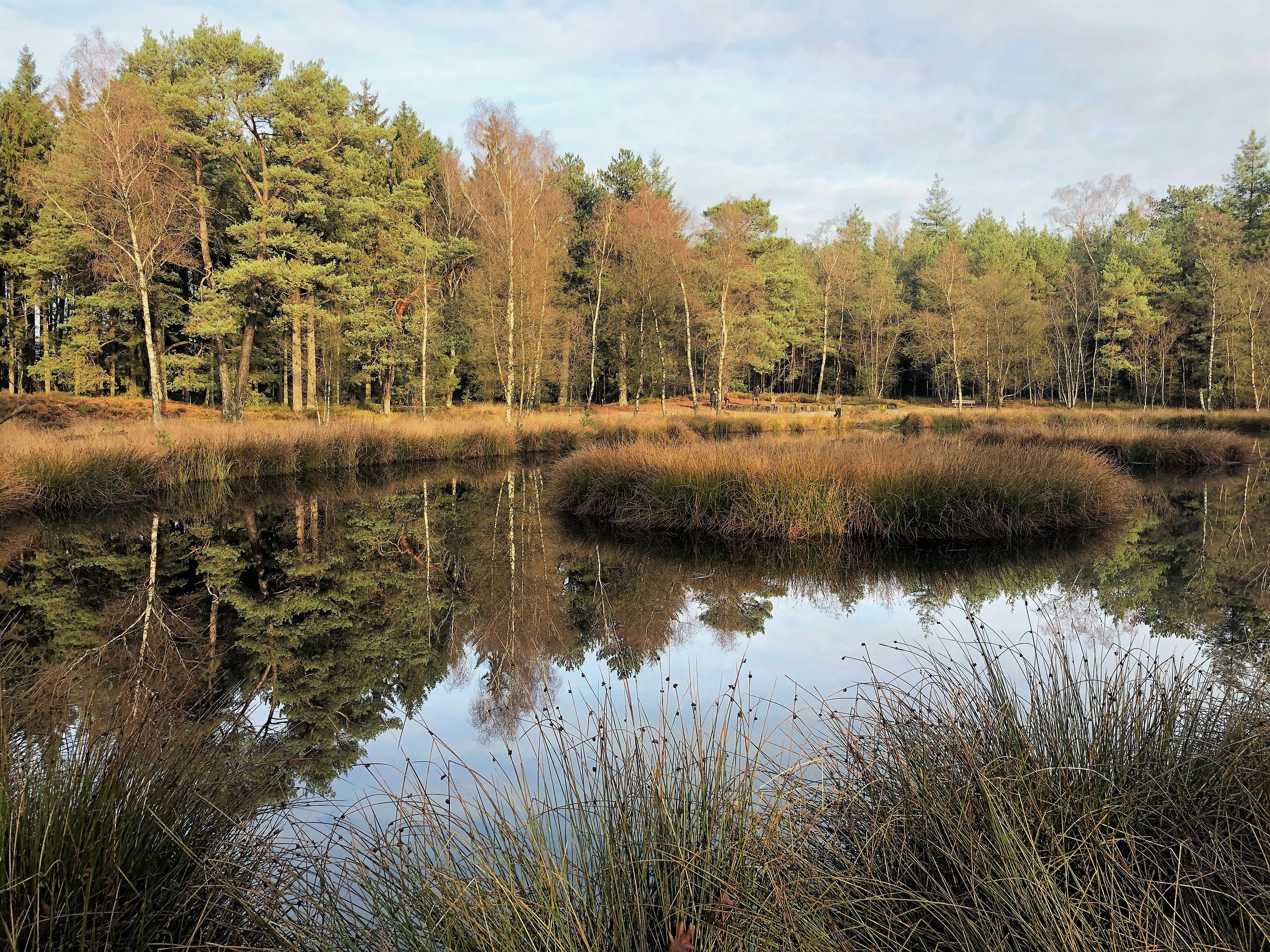
Het Pluizenmeer

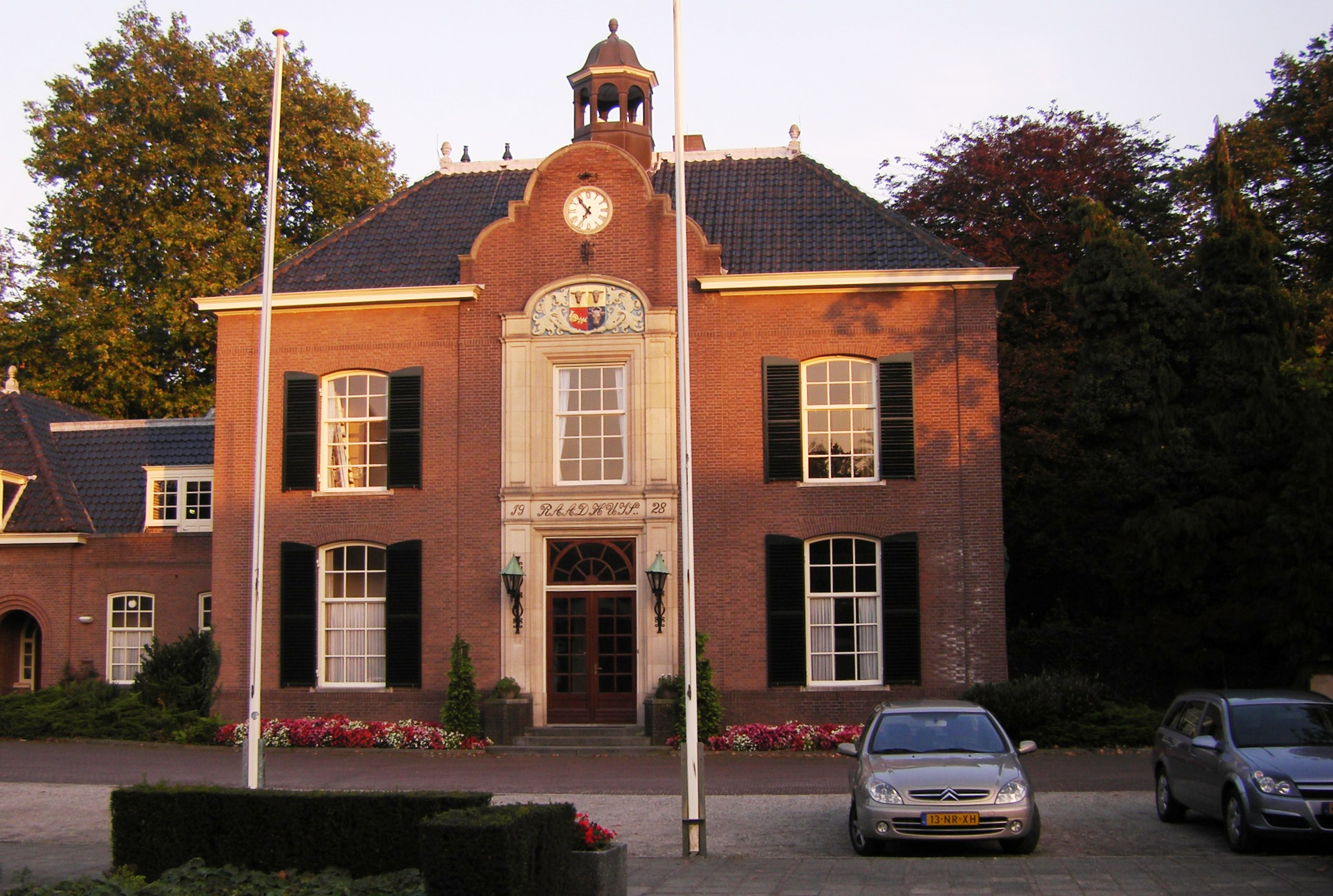
Gemeentehuis

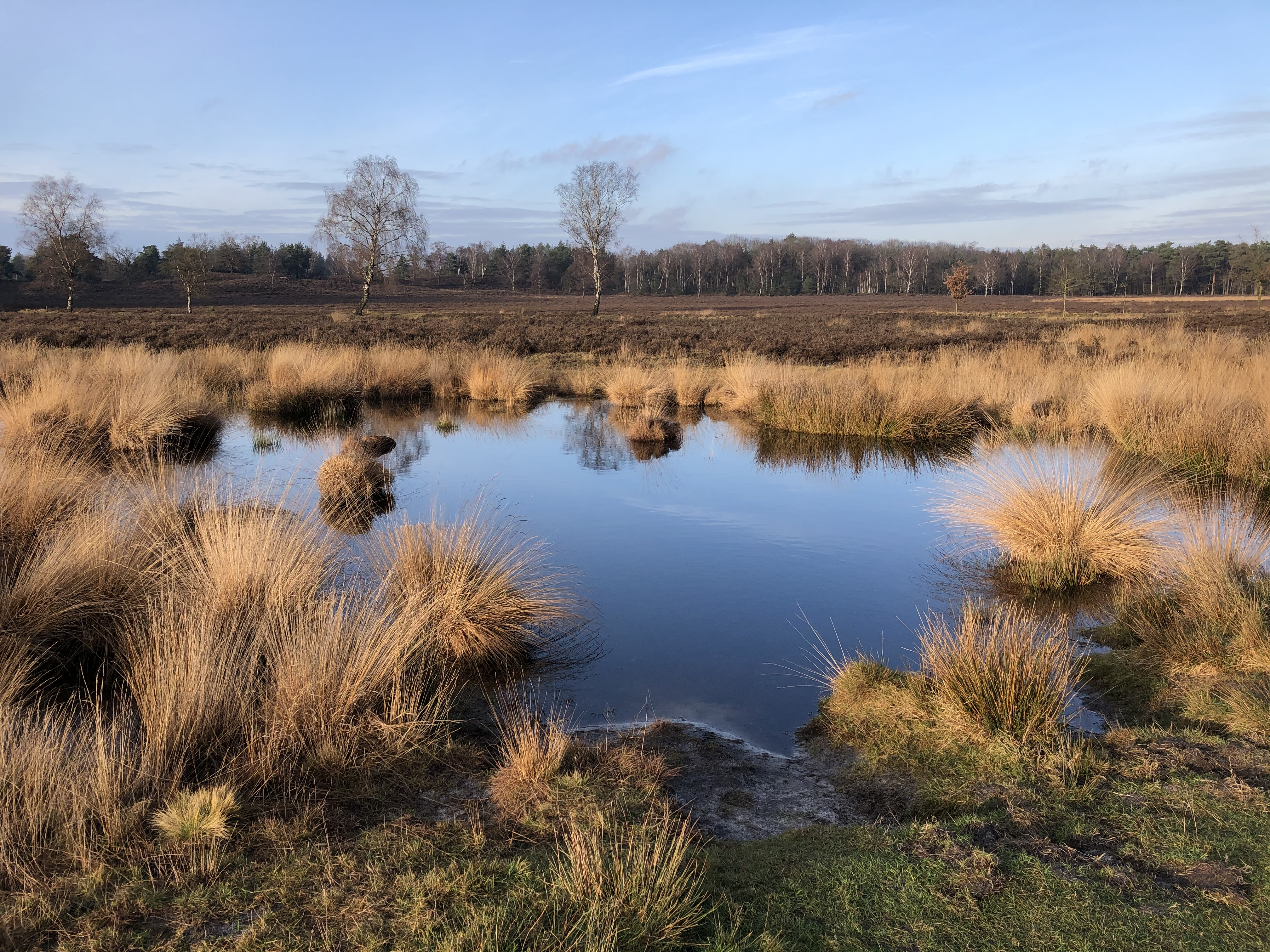
Het Wollegrasven in natuurgebied de Renderklippen

Heerde (uitspraakⓘ) is een gemeente in de Nederlandse provincie Gelderland, aan de rand van de Veluwe. De gemeente telt 19.227 inwoners (1 januari 2024, bron: CBS) en heeft een oppervlakte van 80,40 km² (waarvan 1,42 km² water). Hoofdplaats is Heerde. Heerde is een Cittaslow-gemeente. Inwoners van Heerde worden Heerdenaren genoemd. In het plaatselijk dialect Heerdenoaren of zandhazen.

## Wapen en vlag van de gemeente Heerde
Op 1 januari 1812 werd Veessen afgesplitst van Heerde om een zelfstandige gemeente te worden. Deze situatie was van korte duur want op 1 januari 1818 werd de gemeente opgeheven en weer bij Heerde gevoegd.
Op 29 oktober 1869 werd het huidige wapen van Heerde vastgesteld. Het wapen is door midden gedeeld: de bovenkant is goud en bevat twee schapenkoppen van zilver en de onderkant bestaat uit een rechterzijde in keel met een ploeg van goud en een linkerzijde in lazuur met een ossenkop van zilver. De samenstellers van het wapen wilden op deze manier de belangrijkste middelen van bestaan weergeven: schapenhouderij, veeteelt en akkerbouw. Inmiddels is Heerde al lang niet meer uitsluitend een agrarische gemeente. In de beschrijving lijken links en rechts te zijn omgedraaid. Dit komt doordat schilden altijd worden beschreven gezien vanuit het hart van de ridder die het schild draagt.
Op 23 februari 1976 stelde de gemeenteraad van Heerde de gemeentevlag in. De kleuren hiervan zijn ontleend aan het wapen. De beschrijving van de vlag luidt: een broeking (linkergedeelte) blauw-wit en een vlucht (rechtergedeelte) geel-rood.

## Voorzieningen

### Kerken
De bevolking van de gemeente Heerde is vergeleken met de rest van Nederland meer kerkelijk dan gemiddeld, in de plaats Heerde bevinden zich 9 protestantse en evangelische kerken, en in Wapenveld 5. Echter, de bevolking van de Oost-Veluwe, waartoe Heerde behoort, is minder kerkelijk dan de bevolking van het westelijke deel van de Veluwe (Oldebroek, Elburg, Nunspeet). 

### Scholen
Behalve in Vorchten, zijn in alle dorpen van de gemeente Heerde basisscholen te vinden. Daarnaast zijn er basisscholen in de buurtschappen Horsthoek en Hoorn. In Heerde bevindt zich tevens De Noordgouw, een middelbare school voor MAVO, HAVO en VWO.

### Recreatie en toerisme
Recreatie en toerisme vormen een belangrijke bron van inkomsten in de gemeente. Er zijn jaarlijks 220.000 overnachtingen van toeristen. De gemeente leent zich voor wandelen en fietsen en kent in de directe omgeving vele fiets- en wandelroutes door de bosrijke en heiderijke omgeving op de Veluwe en in de gemeentebossen. Op de heide van de Renderklippen graast een schaapskudde. In Heerde komt de Grift, die in de Middeleeuwen gegraven werd, in het Apeldoorns Kanaal uit. Het Heerderstrand is een recreatieplas, gelegen tussen bos en heide, met een gecontroleerde zwemwaterkwaliteit.

## Kernen
Berghuizen, Heerde, Hoorn, Veessen, Vorchten, Werven en Wapenveld.

## Grote bedrijven/werkgevers
- Bolletje
- Dalli-De Klok B.V.
- Koninklijke Van der Most B.V.
- Lagemaat

## Gemeenteraad
De gemeenteraad van Heerde bestaat uit zeventien zetels. Hieronder volgt de samenstelling van de gemeenteraad sinds 1994:
| Partij                                   | 1994 | 1998 | 2002 | 2006 | 2010 | 2014 | 2018 | 2022 |
| ---------------------------------------- | ---- | ---- | ---- | ---- | ---- | ---- | ---- | ---- |
| Gemeentebelang Boerenpartij Heerde       | 3    | 2    | 4    | 2    | 3    | 3    | 3    | 4    |
| CDA                                      | 4    | 5    | 4    | 5    | 4    | 4    | 4    | 4    |
| ChristenUnie-SGP (tot 2002: RPF/SGP/GPV) | 3    | 3    | 3    | 3    | 3    | 4    | 4    | 3    |
| D66/GroenLinks                           | -    | -    | -    | -    | -    | 2    | 2    | 2    |
| PvdA                                     | 3    | 4    | 3    | 5    | 3    | 2    | 2    | 2    |
| VVD                                      | 2    | 2    | 3    | 2    | 2    | 2    | 2    | 2    |
| D66                                      | 2    | 1    | -    | -    | 1    | -    | -    | -    |
| GroenLinks                               | -    | -    | -    | -    | 1    | -    | -    | -    |
| Totaal                                   | 17   | 17   | 17   | 17   | 17   | 17   | 17   | 17   |

In 2022 was het CDA voor het eerst sinds lange tijd niet de grootste partij in de gemeente, de partij Gemeentebelang Boerenpartij behaalde één stem meer dan het CDA.

## Stedenband
De gemeente Heerde is een jumelage met de gemeente Balve in Sauerland (Duitsland) aangegaan.

## Cultuur

### Monumenten
In de gemeente zijn er een aantal rijksmonumenten en oorlogsmonumenten, zie:
- Lijst van rijksmonumenten in Heerde (gemeente)
- Lijst van gemeentelijke monumenten in Heerde
- Lijst van oorlogsmonumenten in Heerde

### Kunst in de openbare ruimte
In de gemeente zijn diverse beelden, sculpturen en objecten geplaatst in de openbare ruimte, zie:
- Lijst van beelden in Heerde

## Dialect
In de gemeente Heerde wordt naast het algemeen Nederlands van oudsher ook in het dialect gesproken. De streektaal behoort tot het Nedersaksisch.

## Bekende Heerdenaren
- Jan Eizes de Boer (1932-2020), burgemeester
- Hendrik Jan van Duren (1937-2008), boer en politicus
- Ottolien Boeschoten (1963), actrice
- Jack Liemburg (1967), kunstenaar
- Jacco Eltingh (1970), tennisspeler
- Martijn Bink (1972), NOS-verslaggever
- Toine Rorije (1974), voetballer
- Mirjam Bouwman (1977), tv-presentatrice
- Gerard van Velde (1971), schaatser

## Aangrenzende gemeenten
| Aangrenzende gemeenten | Aangrenzende gemeenten | Aangrenzende gemeenten | Aangrenzende gemeenten | Aangrenzende gemeenten |
| ---------------------- | ---------------------- | ---------------------- | ---------------------- | ---------------------- |
| Oldebroek              |                        | Hattem                 |                        | Zwolle (O)             |
|                        |                        |                        |                        |                        |
|                        | Olst-Wijhe (O)         |                        |                        |                        |
|                        |                        |                        |                        |                        |
| Epe                    |                        |                        |                        |                        |